# The Servant
The Servant er et Alternativ Rockband fra Storbritannien. Gruppen blev dannet i 1998.

## Diskografi
- The Servant (2005)

| Musikgruppe | Spire Denne artikel om en britisk musikgruppe er en spire som bør udbygges. Du er velkommen til at hjælpe Wikipedia ved at udvide den. |